# Hans Coenen
Hans „Hänschen“ Coenen (* 6. September 1930 in Oberbruch; † Januar 2003) war ein deutscher Fußballspieler.

## Karriere
Coenen begann beim Oberbrucher BC 09 mit dem Fußballspielen und wechselte 19-jährig zu Alemannia Aachen. Von 1950 bis 1959 bestritt er 213 Punktspiele in der Oberliga West, einer von fünf Staffeln als höchste deutsche Spielklasse, in denen er sieben Tore erzielte.
Beinahe wäre er mit seiner Mannschaft in die 2. Oberliga West abgestiegen, hätte seine Mannschaft nicht das Entscheidungsspiel um Platz 14 gegen Borussia M.gladbach mit 5:0 gewonnen und die anschließende Relegation zur Oberliga West nicht erfolgreich abgeschlossen. So blieb er bis zu seinem Karriereende der Spielklasse erhalten, in der mit Platz 3 in den Saisons 1951/52, 1955/56 und 1957/58 jeweils die beste Platzierung erreicht wurde.
Während seiner Vereinszugehörigkeit bestritt er neun Spiele im DFB-Pokal-Wettbewerb, in dem er am 17. August 1952 in Herzogenrath beim 5:2-Erstrunden-Sieg über den TuS Essen-West debütierte. Er bestritt die weiteren vier Begegnungen in diesem Wettbewerb und gelangte in das am 1. Mai 1953 bevorstehende Finale. Im Düsseldorfer Rheinstadion gewann vor 37.000 Zuschauern am Ende Rot-Weiss Essen mit 2:1; das Anschlusstor von Jupp Derwall in der 56. Minute war das einzige Tor, das seiner Mannschaft gelang. 1954/55 kam er nochmals in drei Spielen in diesem Wettbewerb zum Einsatz, bevor seine Mannschaft am 27. November 1954 im Viertelfinale mit 0:2 gegen Altona 93 aus diesem ausschied.
1959 kehrte er zum Oberbrucher BC 09 zurück und war im Verlauf seiner Karriere noch in Ratheim als Spielertrainer bei der dort ansässigen SpV Ratheim aktiv. Außerdem waf er Jugendtrainer beim SC Myhl, einem Stadtteilverein von Wassenberg im Kreis Heinsberg, deren Cheftrainer der ersten Mannschaft er von 1982 bis 1985 war.

## Erfolge
- DFB-Pokal-Finalist 1953